# Urotheca lateristriga
Espèce
Synonymes
- Liophis lateristriga Berthold, 1859
- Dromicus frenatus Peters, 1863
- Dromicus nuntius Jan, 1867
- Urotheca coronata Steindachner, 1901
- Erythrolamprus labialis Werner, 1909
- Rhadinaea lateristriga (Berthold, 1859)

Urotheca lateristriga  est une espèce de serpents de la famille des Dipsadidae.

## Répartition
Cette espèce se rencontre :
- en Colombie ;
- au Venezuela ;
- en Équateur.

## Publication originale
- Berthold, 1859 : Einige neue Reptilien des akad. zoolog. Museums in Göttingen. Nachrichten von der Georg-Augusts-Universität und der Königl. Gesellschaft der Wissenschaften zu Göttingen, vol. 1859, p. 179-181.